# Saison 17 d'Alice Nevers : Le juge est une femme
Chronologie
Saison 16 Saison 18
Cet article présente les épisodes de la dix-septième saison de la série télévisée Alice Nevers : Le juge est une femme.

## Distribution

### Acteurs principaux
- Marine Delterme : Alice Nevers, juge d'instruction puis procureure adjointe
- Jean-Michel Tinivelli : commandant Fred Marquand
- Guillaume Carcaud : Victor Lemonnier, greffier puis assistant de la procureure adjointe
- Gary Mihaileanu : lieutenant Djbril Kadiri
- Loïc Legendre : Jérôme Ravalec, médecin

### Invités
- Alexandre Varga : Mathieu Brémont, ex-compagnon d'Alice et père de Paul (épisode 10)

### Invités deSection de recherches
- Xavier Deluc : capitaine Martin Bernier (épisodes 1-2)
- Franck Sémonin : lieutenant Lucas Auriol (épisodes 1-2)
- Félicité Chaton : adjudant Victoire « Vicky » Cabral (épisode 1)
- Stéphane Soo Mongo : adjudant Alexandre « Alex » Sainte-Rose (épisode 1)
- Élise Tielrooy : capitaine Ariel Grimaud (épisode 1)

## Liste des épisodes

### Épisode 1:Série noire (1/2)
- France : 16 mai 2019 sur TF1
- Belgique : 10 mai 2019 sur La Une
- Suisse : 14 mai 2019 sur RTS Un

- France : 5,95 millions de téléspectateurs (26,0 % de part de marché)[1] (première diffusion)

- Xavier Deluc : capitaine Martin Bernier
- Franck Sémonin : lieutenant Lucas Auriol
- Félicité Chaton : adjudant Victoire « Vicky » Cabral
- Stéphane Soo Mongo : adjudant Alexandre « Alex » Sainte-Rose
- Élise Tielrooy : capitaine Ariel Grimaud

### Épisode 2:Série noire (2/2)
- France : 16 mai 2019 sur TF1
- Belgique : 10 mai 2019 sur La Une
- Suisse : 14 mai 2019 sur RTS Un

- France : 5,29 millions de téléspectateurs (28,6 % de part de marché)[1] (première diffusion)

- Xavier Deluc : capitaine Martin Bernier
- Franck Sémonin : lieutenant Lucas Auriol

### Épisode 3:Enfant 3.0
- France : 23 mai 2019 sur TF1
- Belgique : 17 mai 2019 sur La Une
- Suisse : 21 mai 2019 sur RTS Un

- France : 5,31 millions de téléspectateurs (24,1 % de part de marché)[2] (première diffusion)

- Jérôme Anger : Bruno Jacquet

### Épisode 4:Mauvaises Ondes
- France : 23 mai 2019 sur TF1
- Belgique : 17 mai 2019 sur La Une
- Suisse : 21 mai 2019 sur RTS Un

- France : 4,56 millions de téléspectateurs (25,6 % de part de marché)[2] (première diffusion)

Jérôme Anger : Bruno Jacquet

### Épisode 5:Le Prix du silence
- France : 30 mai 2019 sur TF1
- Belgique : 24 mai 2019 sur La Une
- Suisse : sur RTS Un

- France : 4,67 millions de téléspectateurs (20,1 % de part de marché)[3] (première diffusion)

- Pierre Douglas : Michel Lecomte, père de la victime
- Jean-Luc Lemoine : Antoine Roussel

### Épisode 6:Intelligence
- France : 30 mai 2019 sur TF1
- Belgique : 24 mai 2019 sur La Une
- Suisse : sur RTS Un

- France : 3,73 millions de téléspectateurs (21 % de part de marché)[3] (première diffusion)

### Épisode 7:De l'autre côté (1/2)
- France : 13 juin 2019 sur TF1
- Belgique : 31 mai 2019 sur La Une
- Suisse : sur RTS Un

- France : 4,75 millions de téléspectateurs (21,7 % de part de marché)[4] (première diffusion)

- Fabienne Carat : Agathe Madera
- Azize Diabaté Abdoulaye : Boccar

### Épisode 8:De l'autre côté (2/2)
- France : 13 juin 2019 sur TF1
- Belgique : 31 mai 2019 sur La Une
- Suisse : sur RTS Un

- France : 4,13 millions de téléspectateurs (22 % de part de marché)[4] (première diffusion)

- Fabienne Carat : Agathe Madera
- Azize Diabaté Abdoulaye : Boccar

### Épisode 9:Pour elle
- France : 20 juin 2019 sur TF1
- Belgique : 7 juin 2019 sur La Une
- Suisse : sur RTS Un

- France : 4,46 millions de téléspectateurs (20,5 % de part de marché)[5] (première diffusion)

### Épisode 10:Mortelle Évasion
- France : 20 juin 2019 sur TF1
- Belgique : 7 juin 2019 sur La Une
- Suisse : sur RTS Un

- France : 3,79 millions de téléspectateurs (20,9 % de part de marché)[5] (première diffusion)

- Scali Delpeyrat : Eric Solanas
- Lucien Belves : Amaury Solanas
- Hélène Church : Tess Besançon
- Louisa Pili : Maeva Facini
- Quentin Demon : Maxime Verdier
- Adrien Jolivet : Ludovic Perrot
- Gabriel Ecoffey : César Danet
- Olivier Sabin : Patrick Besançon
- Valérie Dashwood : Isabelle Danet
- Alexandre Varga : Mathieu Brémont